# Château d'Audour
Pour les articles homonymes, voir Audour.
Le château d'Audour est un château situé sur la commune de Dompierre-les-Ormes en Saône-et-Loire. Il est partiellement inscrit aux monuments historiques depuis 1971.

## Description
Le château se présente sous la forme d'un imposant bâtiment de plan rectangulaire construit entre deux ailes. Des communs se trouvent à l'est. Une tour carrée domine à l'ouest une ancienne pièce d'eau.
La commune de Dompierre-les-Ormes en fait l'acquisition dans les années 1970 afin d'éviter son démantelement, puis il devient propriété privée. Aujourd'hui le château ne se visite pas.
Il est inscrit à l'inventaire supplémentaire des monuments historiques pour les façades et les toitures.
Le parc du château fut paysagé par le botaniste Philippe de Vilmorin, tout comme l'Arboretum de Pézanin tout proche.

## Un château Lamartinien
Dans son livre Cours familier de littérature, un entretien par mois Alphonse de Lamartine écrit en 1862 :
« Cet Audour est un immense édifice semblable à un caravansérail d'Orient, s'élevant seul au sommet d'une colline de sable ; les grilles en sont toujours ouvertes du côté du nord, comme si le passant avait droit d'asile dans ses vastes corridors ».
Il décrit aussi l'atmosphère de la vallée :
« Du côté du midi, des enfilades de salles et d'appartements ouvrent par un perron sur une vallée étroite, reste d'une terrasse, où des pentes engazonnées, des bouquets de cèdres et de sapins et un lac conduisent l'œil jusqu'au-delà de la vallée, et le font remonter sur une large colline où la route blanche et vide serpente entre une forêt de chênes. Quelques rares toits gris, couverts de chaume, y fument le soir et le matin et indiquent la place des chaumières qu'on ne découvre au loin qu'à leur fumée dans le ciel. C'est un château de Marie Stuart dans un paysage écossais. »

## Historique

### Moyen Âge
- XIIIe siècle : un premier château composé d'une haute tour carrée à quatre étages et de larges fossés est construit par M. de Ris, seigneur d'Audour[4].
- Fin XIVe siècle : il passe par mariage en 1388 aux Fautrières.
- 1473 : les Fautrières payent leur fidélité à Charles le Téméraire par la prise et la dévastation de leur « place et maison forte appelés Odour » par les troupes de Louis XI. Il est reconstruit peu après par Guillaume de Fautrières.

### Renaissance
- 1590 : Jean de Lestoux de Pradine épouse Jacqueline de  Fautrières.
- Vers 1660 : Pierre de Damas en hérite par sa mère, Jeanne Austrein, qui avait épousé en secondes noces Pierre de Lestoux de Pradine, mort sans postérité masculine.

### Époque moderne

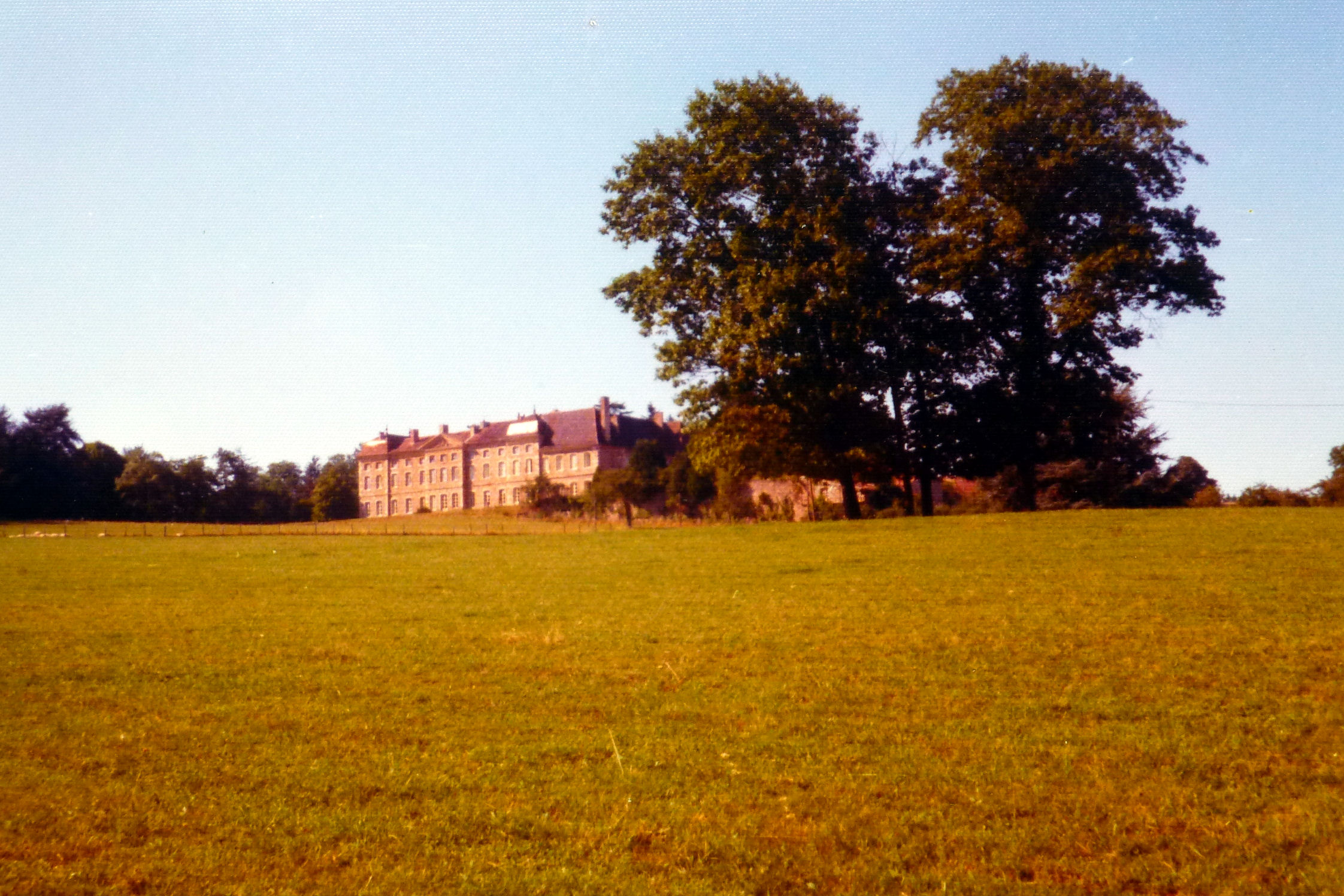

- Dans un acte du 18 mai 1728, la commune de Dompierre-les-Ormes est nommée Dompierre d'Audour, car elle relevait de la justice des seigneurs d'Audour.
- 1749 : Mathias-Claude de Damas, mousquetaire du roi en 1731, hérite du domaine à son mariage avec Marie d'Arcy de la Varenne. Il fait creuser le canal d'Audour d'environ 4,5 km de long sur 7 m de large et reconstruire le château en 1775 sur les plans de l'architecte Jean-Pierre Caristie[5]. C'est lors de la construction du canal, aujourd'hui à sec, que furent découverts de nombreux objets romains[6],[7].
- Par le mariage de Thérèse-Rosaline-Claudine de Damas avec Charles François Marie Joseph de Dortan le château passe à la famille de Dortan[8].
- À la Révolution française, la construction d'une aile est interrompue. Elle ne sera jamais achevée.

### DuXIXesiècleà nos jours

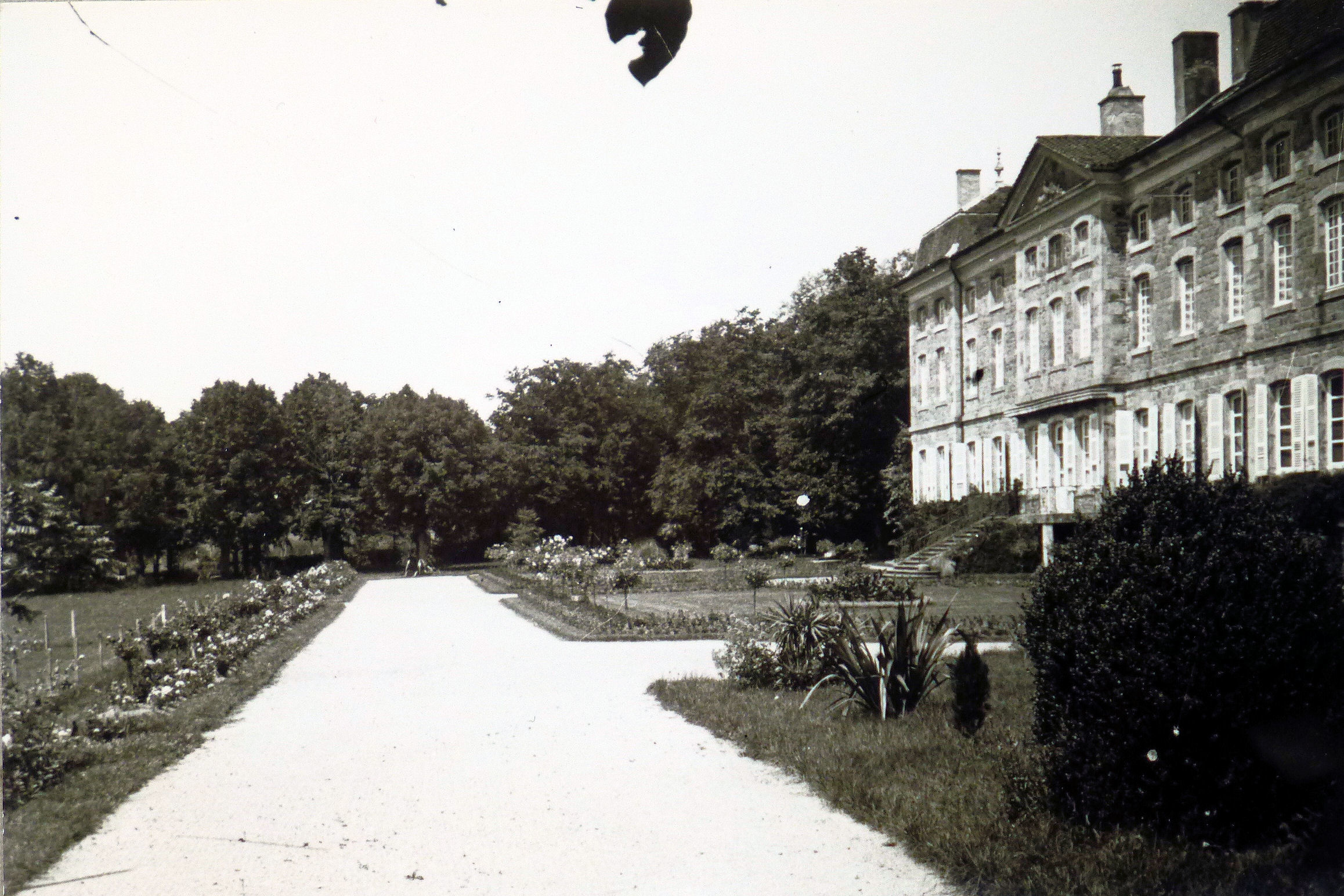

- XIXe siècle : il passe par mariage à Louis Nicolas Philippe Auguste de Forbin, directeur général des musées royaux, puis au Comte de Marcellus son gendre. Durant cette période la Vénus de Milo y fait une escale lors de son arrivée en France (début des années 1820)[9] et le peintre François Marius Granet y fait un séjour durant lequel il rédige ses mémoires.
- 1886 : il passe par legs à un membre de la famille de Gaufridy de Dortan[10]. C'est à cette époque, précisément en 1903, que l'Arboretum de Pézanin est créé, sur les terres du château, par Philippe de Vilmorin, époux de Mélanie de Gaufridy de Dortan[11].
- 1967 : le château est vendu à la commune de Dompierre-les-Ormes. Dans une nature méditative et dans l'ambiance d'un environnement nécessaire à la société moderne, il abrite un temps les études d'urbanisme du mouvement RES[12].
- 1971 : le château est inscrit aux Monuments Historiques,
- Époque récente : le château appartient à Claire Beygo depuis plus de 30 ans. Madame Beygo et son mari sont chargés de l'entretien de cette demeure[13]. Ils ont organisé en 1995 une porte ouverte à l'occasion des journées du Patrimoine qui fut un très grand succès, non reconduit. En 2012, Les murs du parc, situés le long de la route communale, ne sont pas en bon état et s'écroulent sur le domaine public[13].

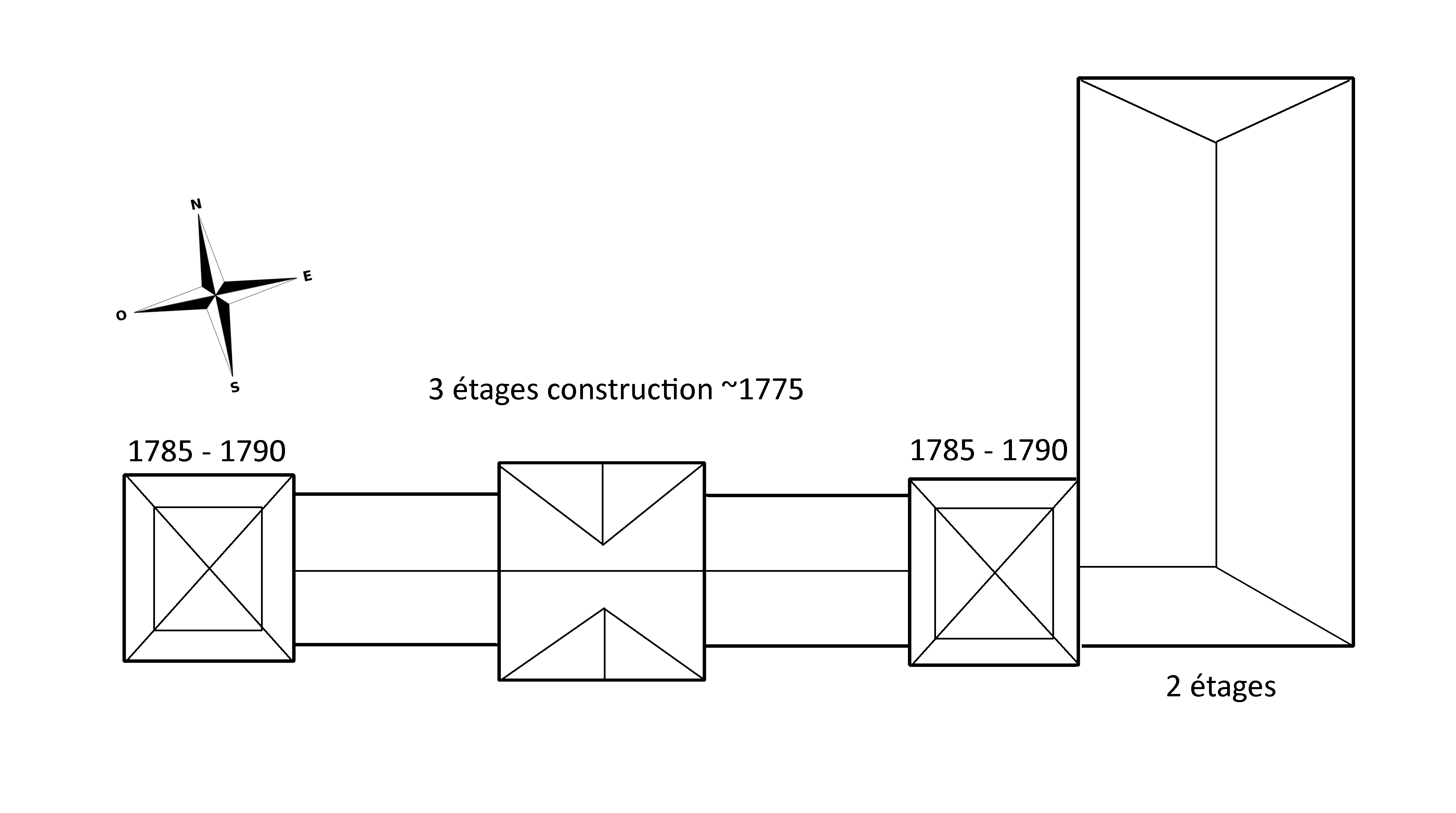
Plan du château.
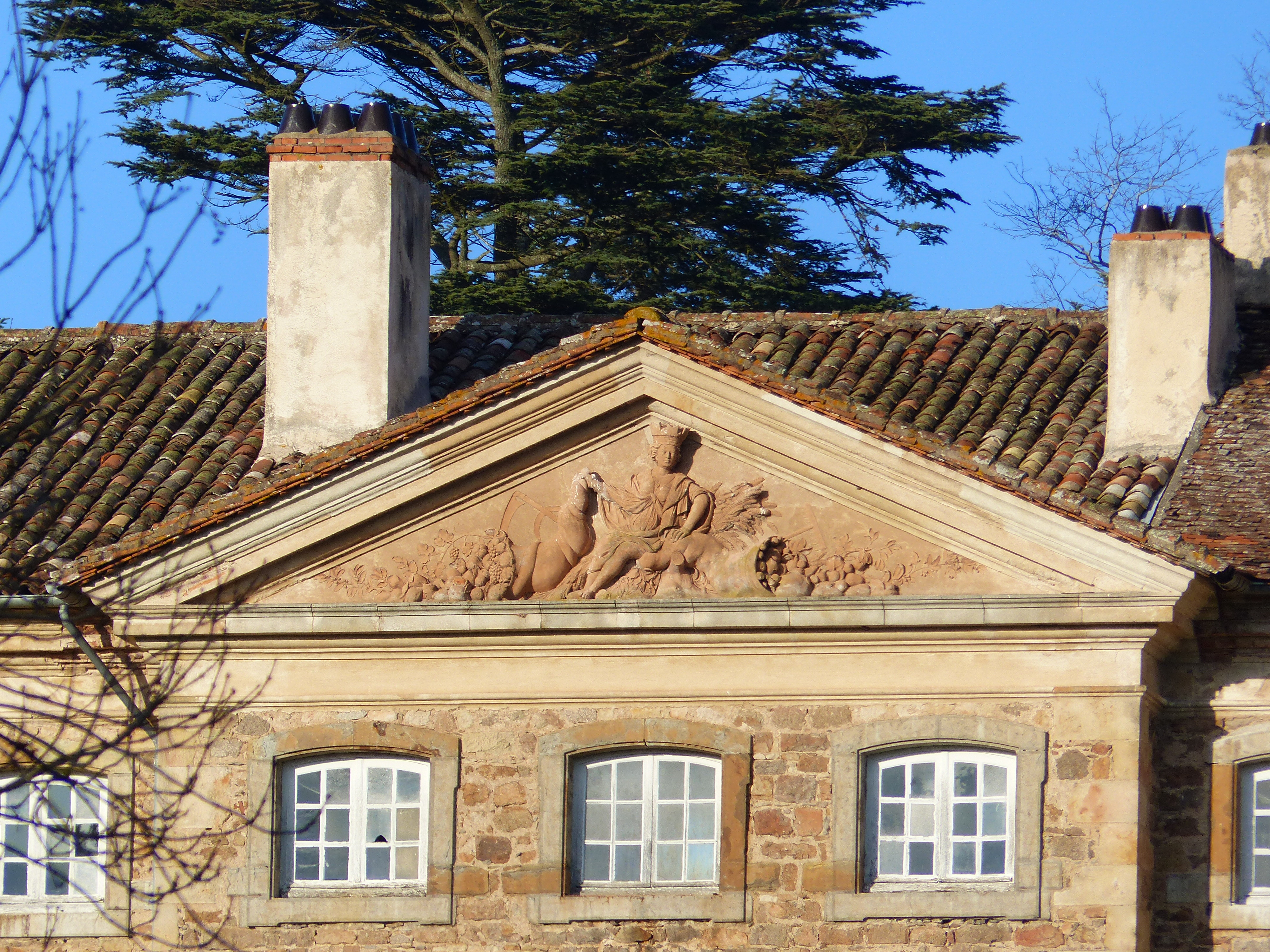
Fronton au sud.

## Armes des différentes familles ayant possédé le château

Armes des Damas.
Armes des Dortan.
Armes des Forbin.
Armes du comte de Marcellus.